# Heinz Schumann (Künstler)
Heinz Schumann (* 11. Juni 1934 in Chemnitz; † 3. Dezember 2020 ebenda) war ein deutscher Grafiker, Gebrauchsgrafiker und Schriftgestalter.

## Leben
Heinz Schumann absolvierte von 1948 bis 1951 eine Lehre als grafischer Zeichner. Von 1952 bis 1957 studierte er an der Hochschule für Grafik und Buchkunst Leipzig bei Albert Kapr, Wolfgang Mattheuer, Hans Mayer-Foreyt auf dem Gebiet der Gebrauchsgrafik, Buchgestaltung, Schrift und Typografie. Danach war er bis 1959 als Grafiker bei DEFA-Synchron Berlin-Johannisthal tätig. Gleichzeitig war er Gastdozent für Schrift an der Fachschule für Werbung und Gestaltung in Berlin-Schöneweide. Es folgte in den Jahren 1959 bis 1962 eine Aspirantur mit Lehrauftrag an der Hochschule für Grafik und Buchkunst Leipzig mit Spezialausbildung zur Herstellung typografischer Schriften bei Albert Kapr.
Schumann entwarf 1964 für den VEB Typoart die Schrift Stentor, die in digitalisierter Form heute in verschiedenen Versionen erhältlich ist.
Später war Schumann als Grafiker bei der Freien Presse Karl-Marx-Stadt und nebenberuflich als Dozent für Schrift an der Fachschule für angewandte Kunst in Schneeberg tätig. Seit 1966 arbeitet er freischaffend in Karl-Marx-Stadt bzw. Chemnitz. Mit Clauss Dietel, Hans Brockhage und Gottfried Kohl war er bis 1982 für den Entwurf und die künstlerische Gestaltung des Ehrenhains der Sozialisten auf dem Städtischen Friedhof Chemnitz verantwortlich. 
Schumann war 1975/1976 Oberassistent an der Hochschule für Bildende Künste Dresden. Er war bis 1990 Mitglied im Verband Bildender Künstler der DDR.

## Werke
- 1974 Schriftstudie
- 1974 bis 1982 Ehrenhain der Sozialisten in Karl-Marx-Stadt, Schriftstelen (Beton und Bronze)
- 1975 Signet Stadt- und Bergbaumuseum Freiberg
- 1976 Signet Arbeitersinfonieorchester Karl-Marx-Stadt
- 1981 Kalligrafisches Schriftblatt zu Kleist
- Schriftspiegel hinter Karl-Marx-Monument in Chemnitz „Proletarier aller Länder vereinigt Euch“ in Zusammenarbeit mit Volker Beier

## Ehrungen
- 1972: Vaterländischer Verdienstorden in Bronze
- 1972: Kunstpreis des FDGB im Kollektiv
- Kunstpreis des Rates des Bezirkes Karl-Marx-Stadt
- Artur-Becker-Medaille
- Johannes-R.-Becher-Medaille
- 1982: Nationalpreis der DDR III. Klasse für Kunst und Literatur
- 1989: Silbermedaille der Internationalen Buchkunst Ausstellung Leipzig
- 2004: Internationale Grote Prijs Kalligrafie, Westerlo/Belgien[4]

## Ausstellungen
- 1953, 1972 und 1977 Kunstausstellung der DDR
- 1974, 1979 und 1985 Bezirkskunstausstellung Karl-Marx-Stadt
- 1965 Junge Gebrauchsgrafiker, Berlin
- 1982 Schriftwettbewerb New-York
- 1983 Karl Marx – Künstlerbekenntnisse, Berlin, Magdeburg, Karl-Marx-Stadt und Leipzig
- William-Morris-Gedenkausstellung Austin (Texas)
- Ausstellung für zeitgenössische Kalligrafie in Tallinn
- 2024 Die gespaltene Generation, Neue Sächsische Galerie, Chemnitz[5]